# Ernia iatale
L'ernia iatale o ernia jatale o ernia dello iato esofageo è l'erniazione dello stomaco attraverso il diaframma, dalla sua normale sede, l'addome, al torace.

## Descrizione
L'ernia iatale dipende dal passaggio di parte dello stomaco, attraverso lo iato esofageo/diaframmatico (apertura o forame del diaframma attraverso il quale l'esofago si unisce allo stomaco) nel torace ed è generalmente associata a reflusso acido da incontinenza dello sfintere esofageo inferiore.

## Tipologia
Se ne distinguono cinque tipi:
- Ernia iatale da scivolamento (Tipo I): più frequente, spesso nelle persone obese. La pressione nell'area addominale supera la pressione diaframmatica e lo stomaco tende ad essere spinto verso l'alto, nel mediastino, attraverso lo iato diaframmatico. Non è necessariamente una condizione permanente, poiché la parte di stomaco interessata si sposta spesso su e giù in base alla pressione esistente nell'addome: uno sforzo, un colpo di tosse, il sollevamento delle gambe in posizione sdraiata o qualunque contrazione dei muscoli addominali possono facilitare il fenomeno che in certi casi può essere reversibile. Questo avviene più facilmente in persone che congenitamente hanno i tessuti collagenosi più deboli, che oppongono meno resistenza. In questi soggetti sono anche più frequenti emorroidi, ernia inguinale e abbassamento del rene (ptosi renale).
- Ernia paraesofagea o da rotolamento (Tipo II): consiste in una rotazione dello stomaco lungo la grande curvatura in modo tale che la parte superiore della stessa erni attraverso lo hiatus esofageo. Questo tipo è meno comune, ma è più temibile poiché la giunzione gastro-esofagea rimane nella sua posizione naturale e l'erniazione del fondo dello stomaco porta alla sua compressione tra la parete dello iato e l'esofago. Può talvolta derivare da un intervento chirurgico correttivo di un'ernia iatale da scivolamento.
- Ernia iatale da esofago corto: l'angolo di His è allargato. Esiste anche l'esofago corto da alterazione chimica della parete esofagea (ingestione accidentale di acidi), che comporta retrazione cicatriziale dell'esofago.
- Ernia di tipo III (Mista o "Combined sliding-rolling"); ha caratteristiche sia di tipo I sia di tipo II, in cui erniano la giunzione gastro-esofagea e il fondo dello stomaco.
- Ernia di tipo IV: dove si manifestano ernie anche di altri visceri come il colon e la milza.

## Epidemiologia

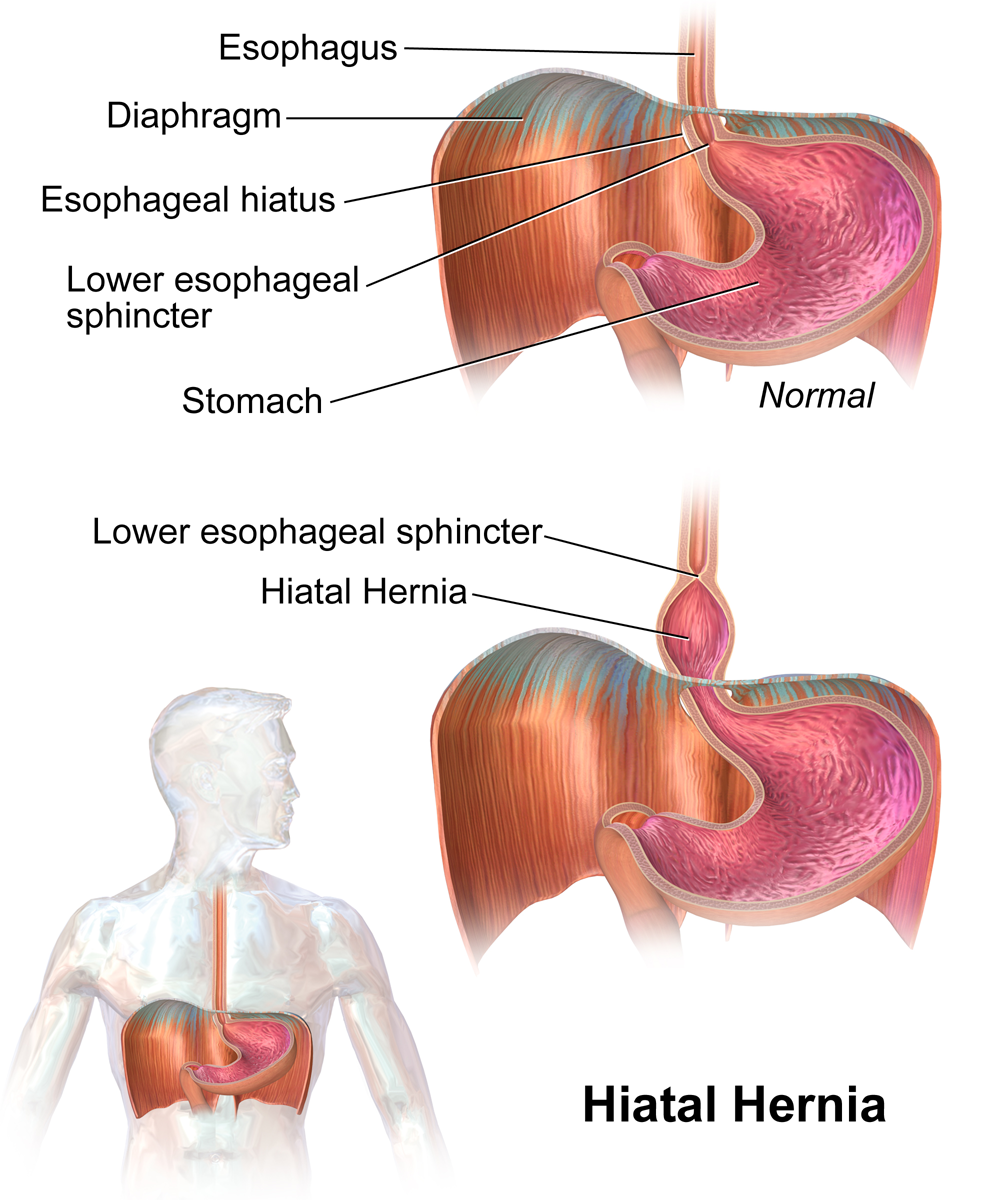

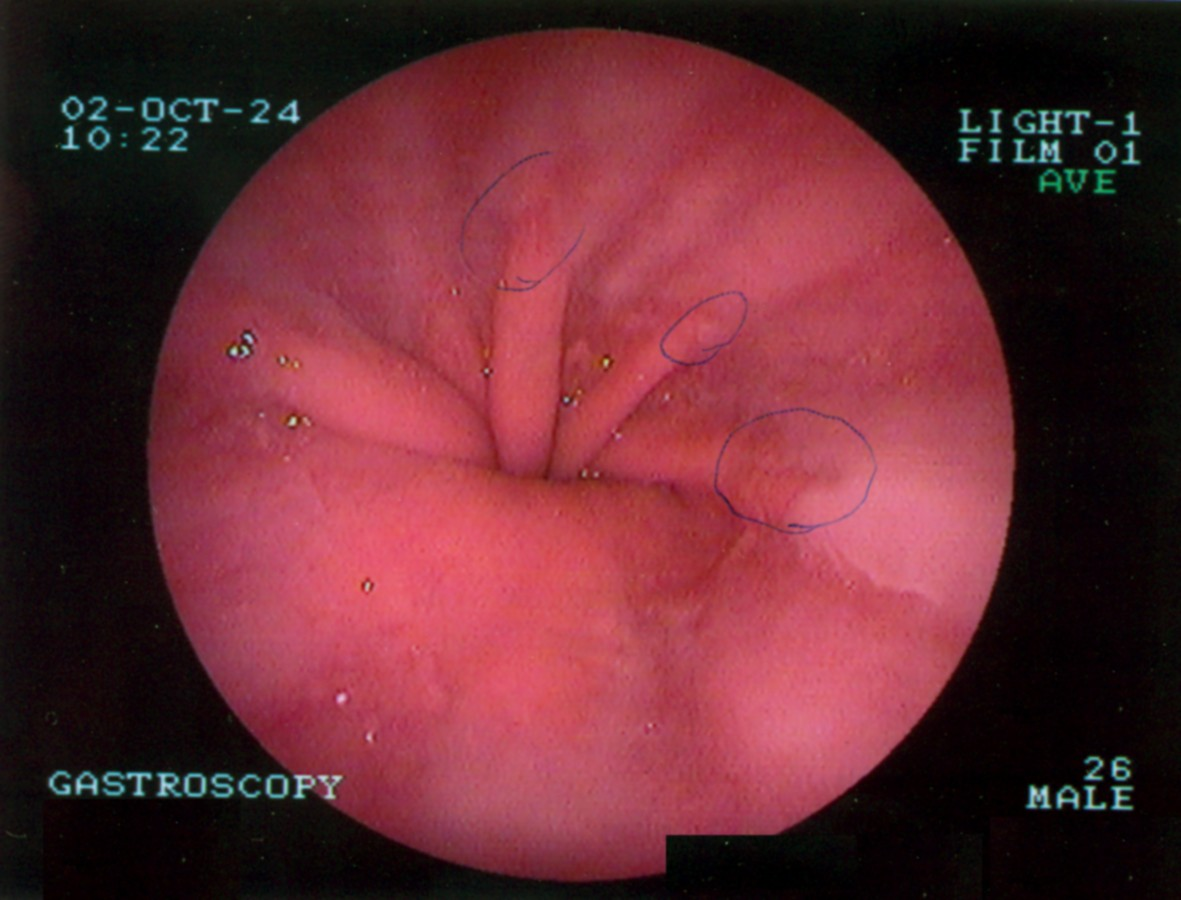
Ernia iatale visualizzata tramite gastroscopia.

Per quanto riguarda la diffusione delle ernie iatali la forma da scivolamento è la più diffusa con quasi la totalità dei casi (90-95% di quelli diagnosticati), mentre molto più difficile da quantificare è l'incidenza nella popolazione. Tale patologia essendo rilevata soltanto attraverso un esame radiografico, la sua incidenza varia dalla scrupolosità con cui viene svolto l'esame, attestandosi da un 5 ad un 10% della popolazione. Le ultime tecniche radiografiche hanno invece permesso una maggiore accuratezza sulla prevalenza di tale forma di ernia, mostrando come, in realtà, essa interessi fino al 60% della popolazione adulta, riguardando soprattutto persone che hanno raggiunto la quinta decade di vita, negli USA arriva al 70%. Per quanto riguarda il sesso la patologia non mostra preferenze di sorta mostrandosi in percentuale uguale in entrambi i sessi.

## Fattori di rischio
L'ernia iatale è favorita da costante assunzione del fumo di sigaretta, obesità, gravidanza, intensi sforzi fisici. Nel caso dell'obesità, infatti, la presenza di grasso preme contro le fasce muscolari dell'addome creando problematiche sia a livello del diaframma che un aumento del reflusso. Sforzi fisici di intensa rilevanza, anche se di breve durata, possono dar origine all'ernia iatale oppure ad uno dei sintomi collegati.

## Sintomatologia
Può risultare asintomatica. Il sintomo di gran lunga più frequente e caratteristico dell'ernia iatale è l'eruttazione: dal momento che parte dello stomaco risale in cavità toracica, esso tende a riempirsi d'aria durante la normale respirazione (inspirazione): ciò causa aumento della pressione intragastrica e dilatazione gastrica cui fa seguito, quando la pressione intragastrica ha finalmente eguagliato quella esterna, l'espulsione dell'aria (eruttazione). Durante la fase iniziale in cui lo stomaco si riempie d'aria (pochi minuti), il paziente avverte un senso di pesantezza gastrica che velocemente si converte in dolore epigastrico e toracico, tanto da simulare un infarto del miocardio.
L'eruttazione causa un netto sollievo dalla sintomatologia dolorosa: tuttavia il ciclo dolore-eruttazione si ripresenta spessissimo durante l'arco della giornata. In pratica, lo stomaco si riempie e si svuota d'aria continuamente. Altri sintomi, che però si manifestano esclusivamente nel caso in cui all'ernia iatale si sovrapponga, come complicanza, una esofagite da reflusso, comprendono pirosi, dolore toracico simil-infarto del miocardio, rigurgito e comparsa di asma. Un altro sintomo può essere rappresentato dalla comparsa di extrasistole, soprattutto dopo i pasti.
Molti sintomi da ernia gastrica iatale e da reflusso sono dovuti al passaggio di acido dallo stomaco all'esofago (o da reflusso gastro-esofageo), quando lo sfintere esofageo inferiore, una specie di valvola naturale tra esofago e stomaco atta a impedire il reflusso stesso, non ha più una perfetta tenuta sia per sua "debolezza" ed imperfetta contrazione sfinteriale, anche in assenza di ernia, sia per la presenza dell'ernia.
L'acido, oltre ad essere irritante per la mucosa, può provocare delle lesioni infiammatorie talvolta erosive e, nei casi più gravi, delle vere e proprie ulcere a carico della parte inferiore dell'esofago e quindi produrre i fastidiosi sintomi quali soprattutto bruciori retrosternali, "alla gola" e talvolta dolori toracici. In qualche caso il reflusso dell'acido provoca infiammazione alla faringe ed alla trachea e perfino delle crisi d'asma. Fra gli altri sintomi che possono suggerire la presenza di questa malattia vi sono anche la "disfagia", cioè la sensazione di un passaggio difficoltoso del cibo dalla faringe allo stomaco, il "bolo faringeo", cioè la sensazione di un corpo estraneo o di un "nodo" in gola, non collegata alla deglutizione, la "scialorrea", cioè un fastidioso e notevole aumento della salivazione.
L'ernia paraesofagea può coesistere senza alcun sintomo, ma lo stomaco può essere "strangolato", e creare problemi ischemici sulla parete per diminuito afflusso di sangue.

## Complicazioni
Sono l'anemizzazione per le lesioni dell'esofago sia ischemiche che infiammatorio/ulcerose e la stenosi esofagea benigna. In qualche caso l'esofagite può complicarsi con il cancro, specie se si è formato l'Epitelio di Barrett.
Quando l'ernia è molto grande e comprime una parte del torace adiacente si possono avere anche fenomeni di insufficienza respiratoria; un'altra complicanza possibile dell'ernia iatale, specie quando questa è particolarmente pronunciata, è la sindrome di Roemheld, che comporta anche manifestazioni cardiache più o meno transitorie, come aritmie e cardiopalmo.

## Diagnosi
Viene posta mediante una radiografia con mezzo di contrasto del tratto superiore del tubo digerente, eseguita ponendo il paziente in posizione di Trendelenburg oppure con un'indagine endoscopica o esofagogastroscopia particolarmente utile nel verificare l'eventuale concomitante presenza di un'esofagite da reflusso di cui sono descritti 4 gradi di gravità secondo la classificazione di Savary e Miller (1977):
- GRADO I: presenza nella mucosa esofagea di una o più aree eritematose (arrossate), non confluenti, con o senza essudato
- GRADO II: presenza di lesioni essudative e/o erosive senza l'interessamento di tutta la circonferenza esofagea
- GRADO III: presenza di lesioni essudativo-emorragiche e/o pseudomembranose (materiale essudativo rappreso) coinvolgenti tutta la circonferenza esofagea
- GRADO IV: presenza di complicanze quali stenosi cicatriziali, ulcere, metaplasia cilindrica.

### Esami
La radiografia del torace è sufficiente a formulare la corretta diagnosi. Per comprendere la possibilità di complicanze, è utile l'esofagogastroscopia.
Nei casi asintomatici può un riscontro di anemia ipocromica e microcitica, ben compensata emodinamicamente e quindi asintomatica, segnalare la perdita ematica cronica dalle lesioni esofagee. Ciò deve spingere ad un approfondimento diagnostico nel paziente asintomatico sull'apparato gastro-enterico con le metodiche sopra-descritte e anche all'esclusione di altre cause di sanguinamento cronico manifesto (epistassi, meno-metroragie, emorroidi, retto-colite ulcerosa, ecc) ed occulto (polipi gastrici o colici sanguinanti, neoplasie del colon, angio-displasie del tenue, ecc).

## Trattamento
Il reflusso di acido e la progressione dell'ernia possono essere diminuiti soprattutto dall'impiego di:
- farmaci antiacidi  di barriera, come il sucralfato, che formano un film a livello dell'esofago e dello stomaco riducendo l'effetto dell'acido sulla mucosa;
- inibitori di pompa protonica (omeprazolo e successivi) che inibiscono la secrezione acida da parte della mucosa gastrica;
- farmaci che facilitano lo svuotamento gastrico o procinetici (domperidone);
- misure dietetiche con l'abolizione del consumo di cibi grassi, alcol, cioccolato e menta, e la riduzione globale del consumo calorico;
- accorgimenti generali quali sollevare la testiera del letto, non adoperare cinture troppo strette, evitare la tosse;
- trattamento fisioterapico (viene posta particolare attenzione al muscolo diaframma, al tratto cervicale e ai visceri).[6]

Se malgrado i migliori provvedimenti medici i sintomi non migliorano, può essere presa in considerazione la necessità di un intervento che riduca l'ernia ed abolisca il riflusso o intervento di “fundoplicatio” che può essere fatto anche per via laparoscopica, il quale spesso è risolutivo.
L'intervento chirurgico non è necessario per la maggior parte dei casi, perché riguardano la forma più conosciuta il tipo I. Invece le altre forme possono portare a complicanze pericolose e quindi risulta al contrario utile l'intervento. Esso si compone di più fasi: 
1. riduzione in cavità della parte erniata;
2. liberazione del fondo gastrico dai vasi brevi della milza;
3. sutura dei pilastri diaframmatici o posizionamento di protesi quando necessario;
4. confezionamento della plastica antireflusso con duplicazione e sutura del fondo gastrico intorno all'esofago distale (e qui esistono numerose tecniche fra cui le più utilizzate quella proposta da Nissen-Rossetti e quella di Dor) o la fissazione dello stomaco al diaframma, detta gastropessi.